# Сан-Панталон (Венеция)
Церковь Сан-Панталон (итал. La chiesa di San Pantalon — церковь Святого Панталона. Расположена в Венеции, в сестиере (районе) Дорсодуро. Находится на площади Сан-Панталон. Сан-Панталон — венецианский «корреспондент» (аналог имени) Святого Пантелеймона, почитаемого в лике великомучеников, целителя. Святой Панталеон Никомедийский Вифинский (San Pantaleone di Nicomedia in Bitinia) всегда пользовался особым почитанием в Венеции: он был врачом, жил между III и IV веками и принял мученическую смерть во время гонений Диоклетиана 27 июля года между 305 и 310 годами.

## История
Сведения о происхождении церкви неопределённы и противоречивы. Существуют данные, что храм был перестроен в 1009 году иорданцами, но другие откладывают дату до 1025 года из-за конкуренции семей Синьоло и Дандоло. Первое письменное известие датируется 1161 годом, когда папа Александр III даровал церкви привилегию.
Церковь неоднократно перестраивали. Мемориальная доска в церкви показывает дату 14 июля 1305 года как дату повторного освящения под руководством приходского священника Бартоломео Дандоло.
В своём нынешнем виде здание было выстроено в 1668—1686 годах по проекту Франческо Комино. Как приходская церковь Сан-Панталон входит в викариат Сан-Поло-Санта-Кроче-Дорсодуро, входящий в состав Венецианского Патриархата. В 1810 году приход был значительно сокращён с основанием приходов Фрари и Кармини и расширением ранее существовавшего прихода Толентини, церкви которого сегодня она является филиалом.

## Произведения искусства церкви
Наиболее известное произведение искусства церкви — роспись плафона в манере trompe l’oeil обманка работы живописца Джованни Антонио Фумиани «Мученичество и вознесение Св. Пантелеймона» (1680—1704), содержащая сорок сюжетов из жизни святого. Считается, что Фумиани погиб, сорвавшись с лесов во время работы над этой росписью. Роспись не имеет традиционного обрамления, что создает иллюзию перехода потолка на стены. Считается, что это самая большая декоративная роспись в архитектуре площадью более 700 м².
В капелле Св. Пантелеймона находится алтарная картина Паоло Веронезе «Чудо Святого Пантелеймона (Святой Пантелеймон, исцеляющий ребёнка)» (1587). В «Капелле Святого Гвоздя» хранится один из гвоздей Истинного Креста и две картины: «Коронование Девы Марии» работы Антонио Виварини и Джованни д’Алеманьи (1444) и «Благовещение» (1350), приписываемое Паоло Венециано.
Перед пресвитерием подвешено скульптурное Распятие работы так называемого Мастера Сан-Панталона, неизвестного венецианского художника, который, вероятно, выполнил его в третьем десятилетии XIV века. Незаконно переданное приходским священником в 1935 году торговцу антиквариатом, это произведение, после нескольких переходов из рук в руки в 2016 году вернулось в церковь.
В церкви Сан-Панталон имеется точная копия Святого Дома в Лорето, она была построена в 1744 году священником церкви. В церкви можно увидеть «Мадонну Лорето», деревянную скульптуру, а также фрески Пьетро Лонги.

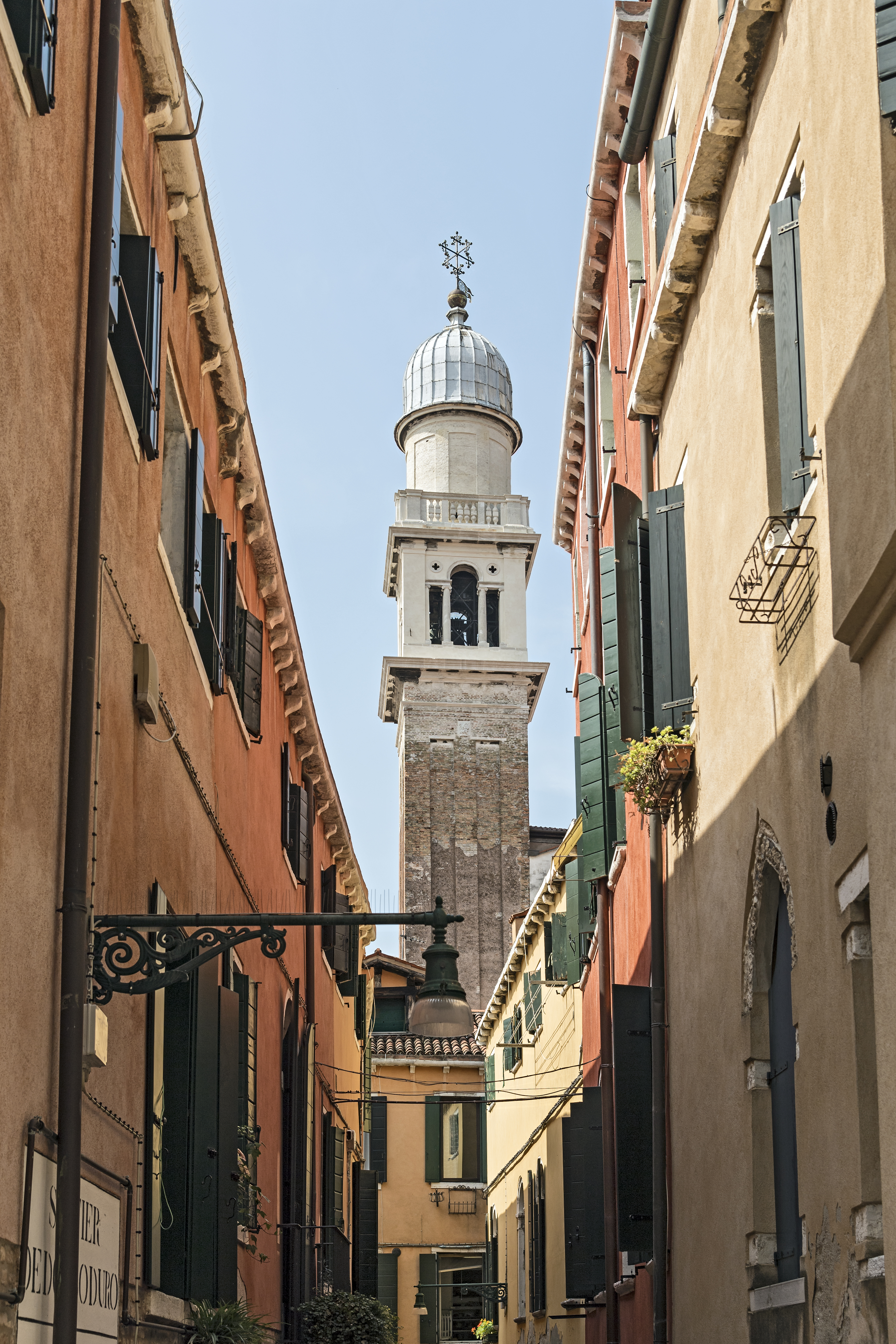
Кампанила (колокольня церкви)
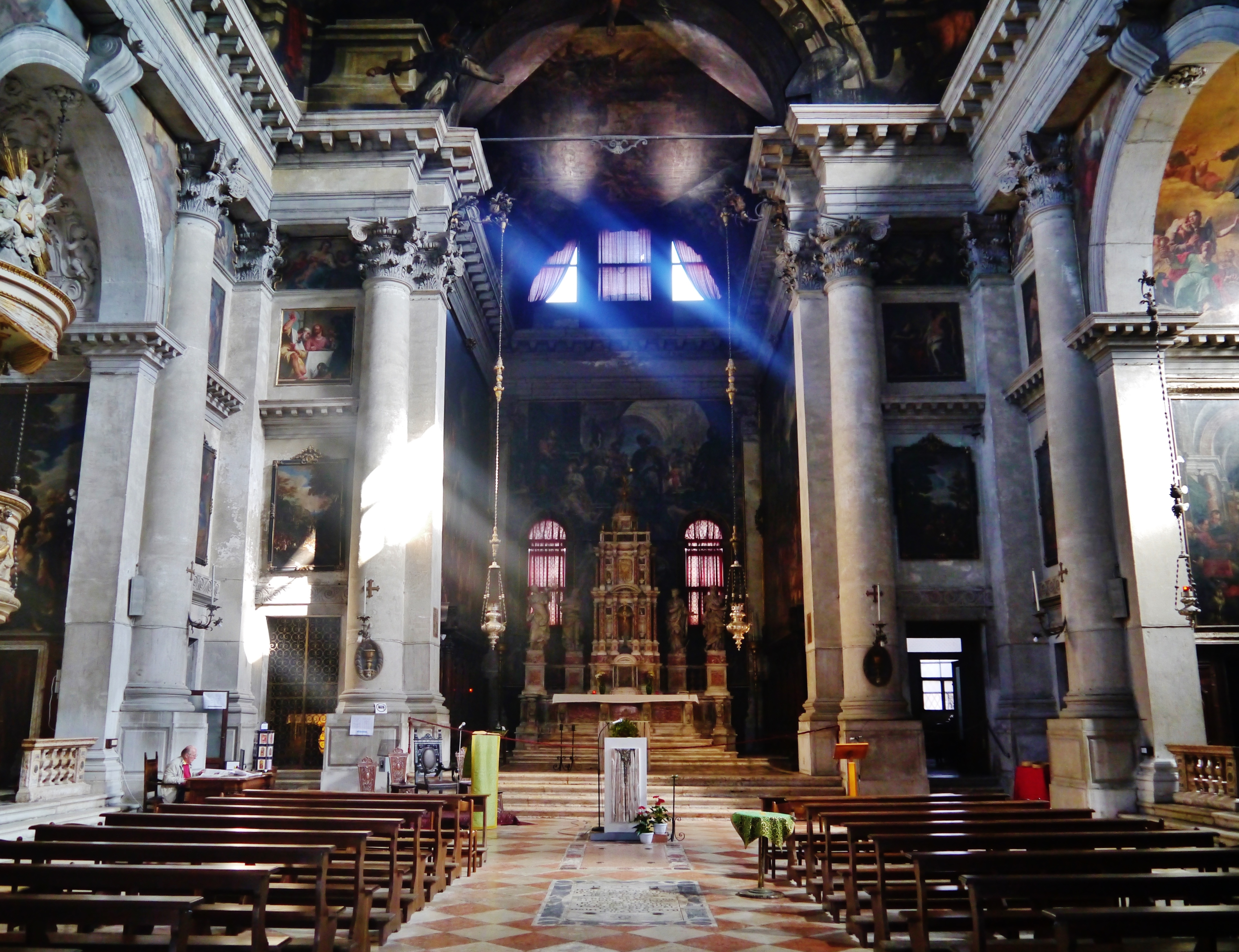
Интерьер
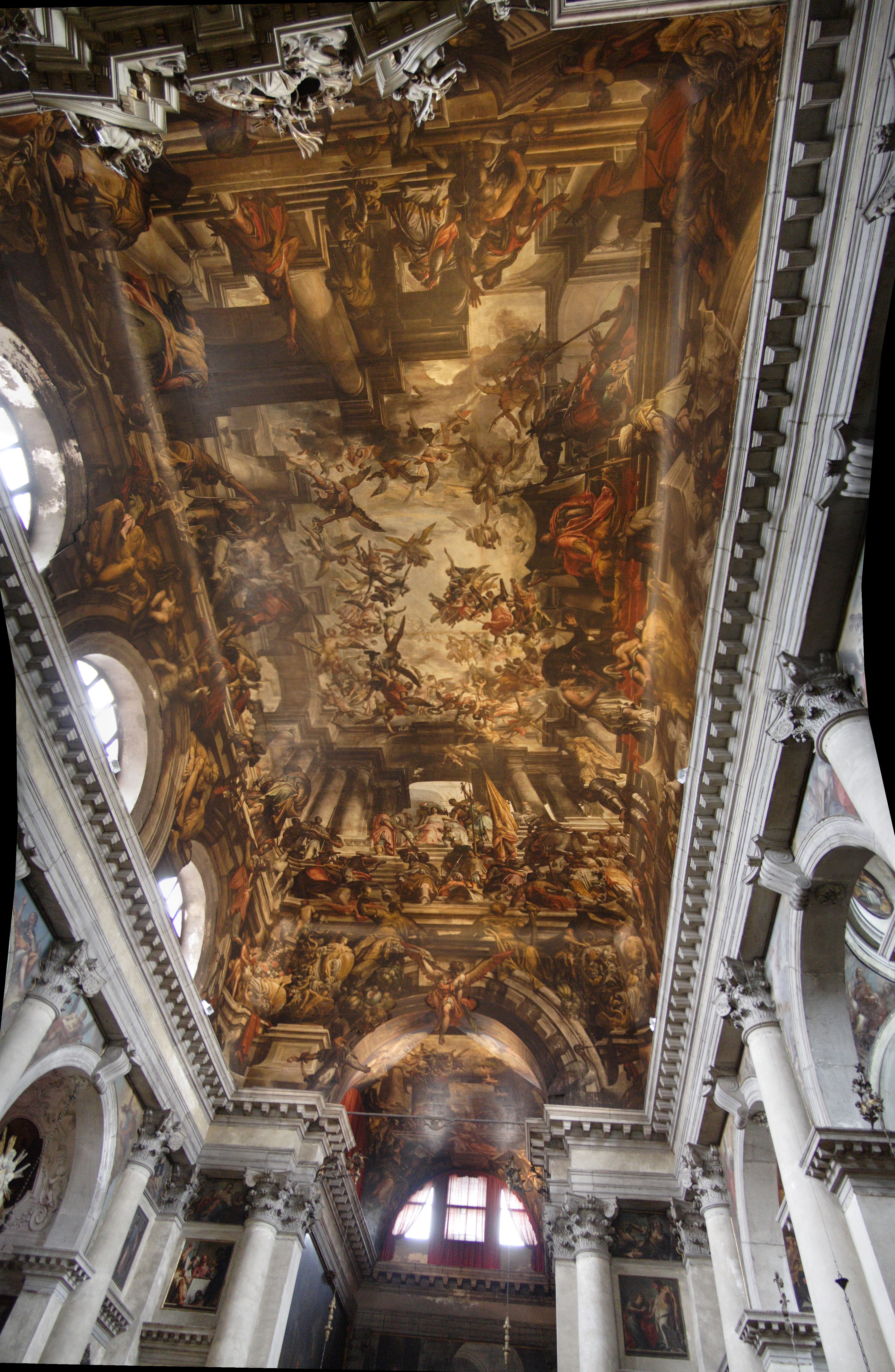
Дж. А. Фумиани. Мученичество и Вознесение Святого Пантелеймона. Роспись плафона. 1680—1704
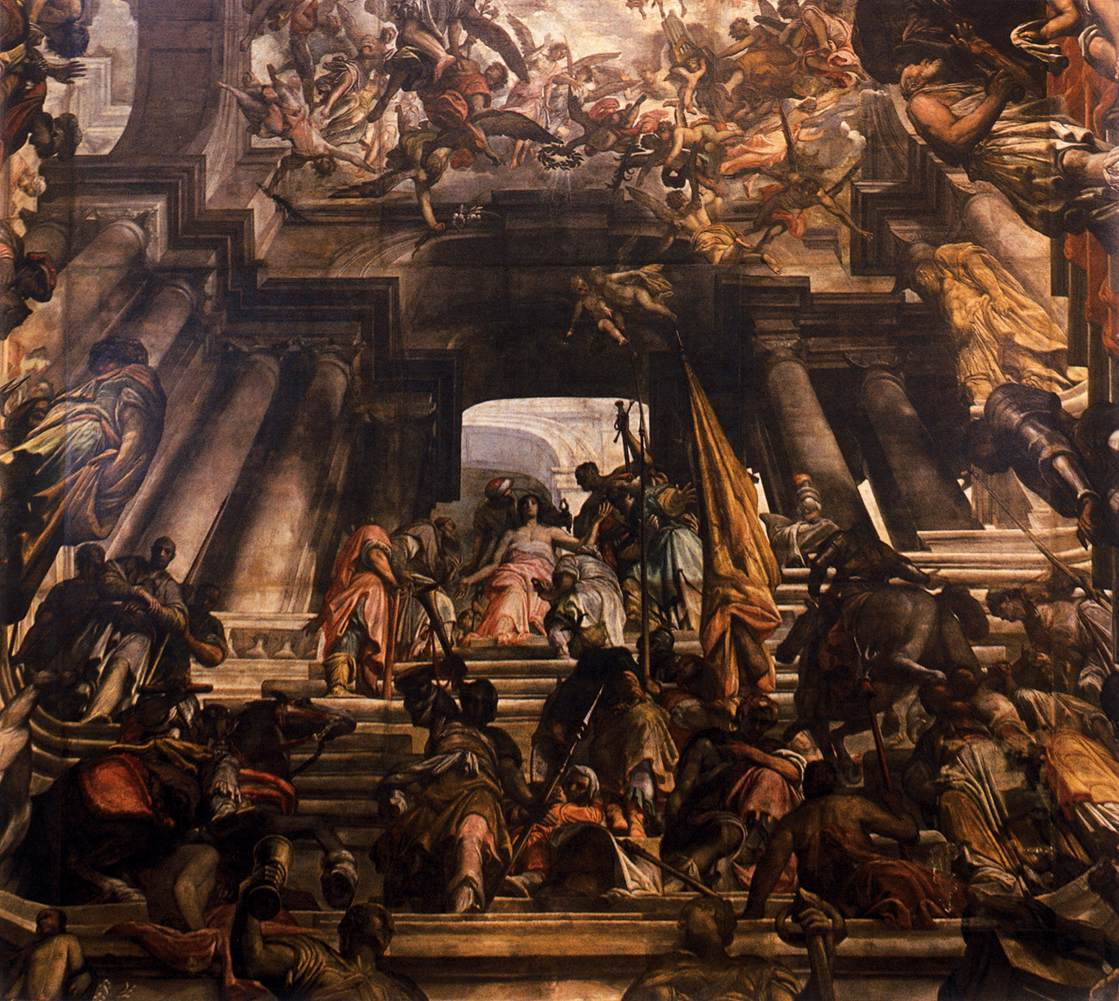
Деталь росписи
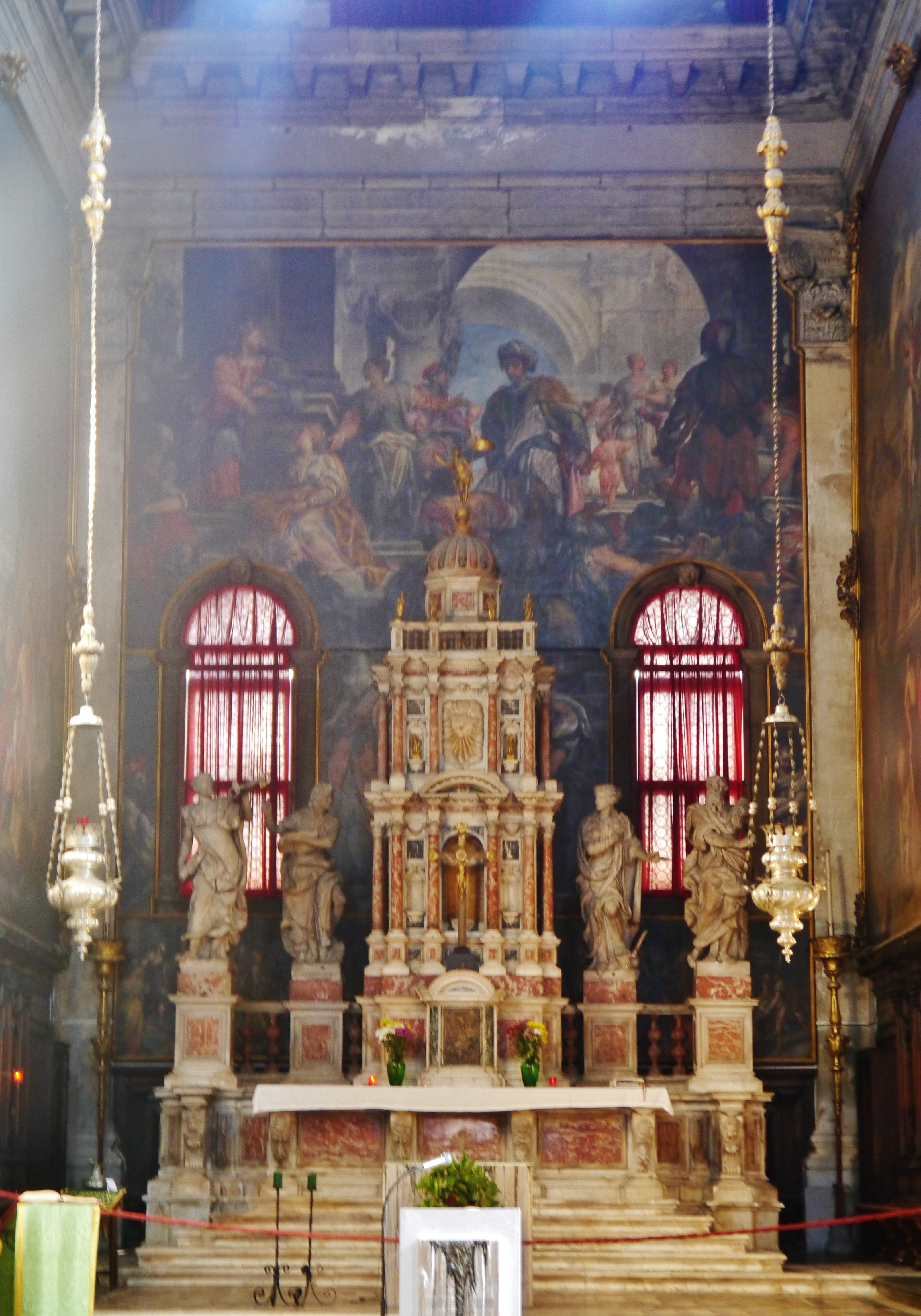
Главный алтарь
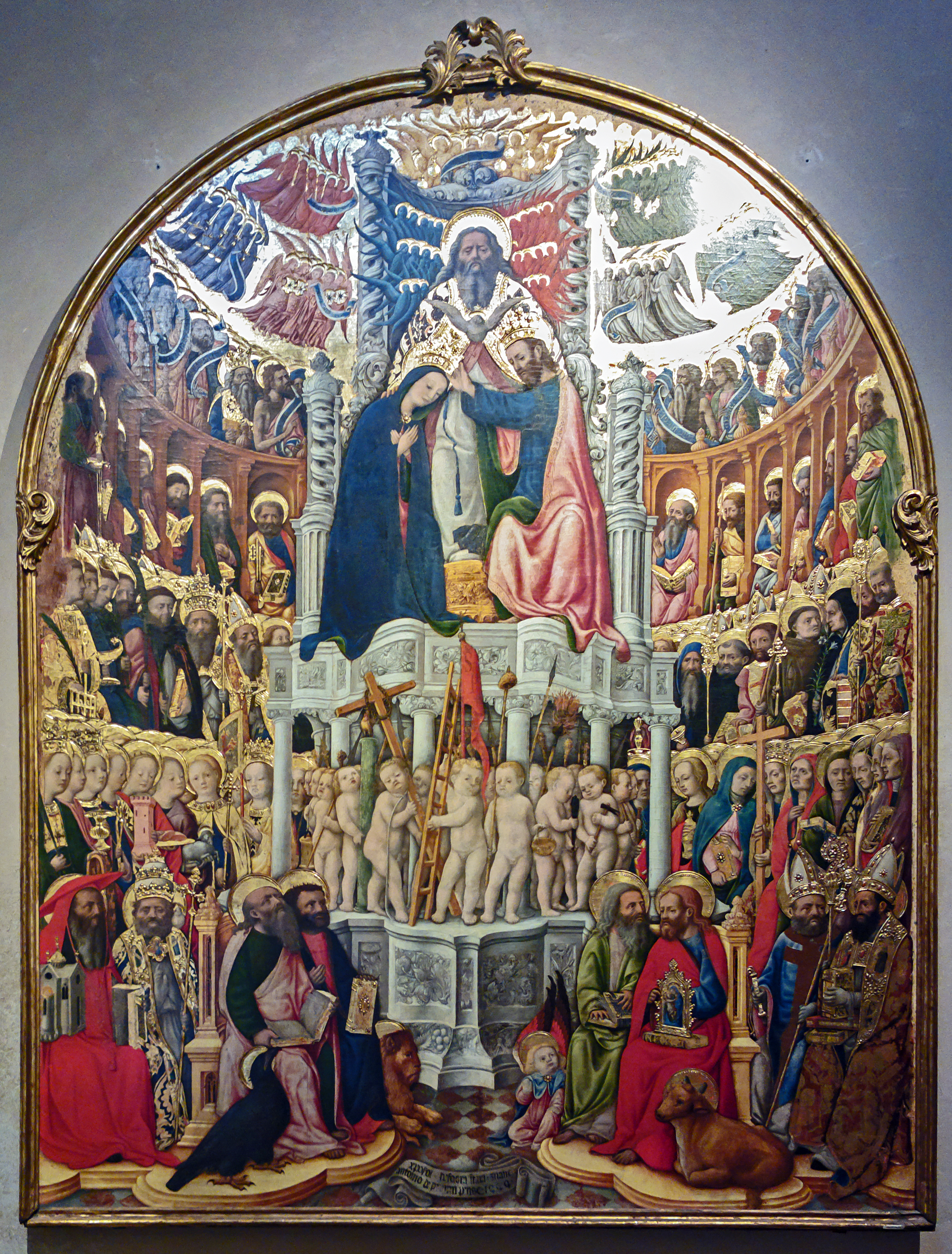
A. Виварини, Дж. д’Алеманья. Коронование Девы Марии. 1444. Дерево, темпера
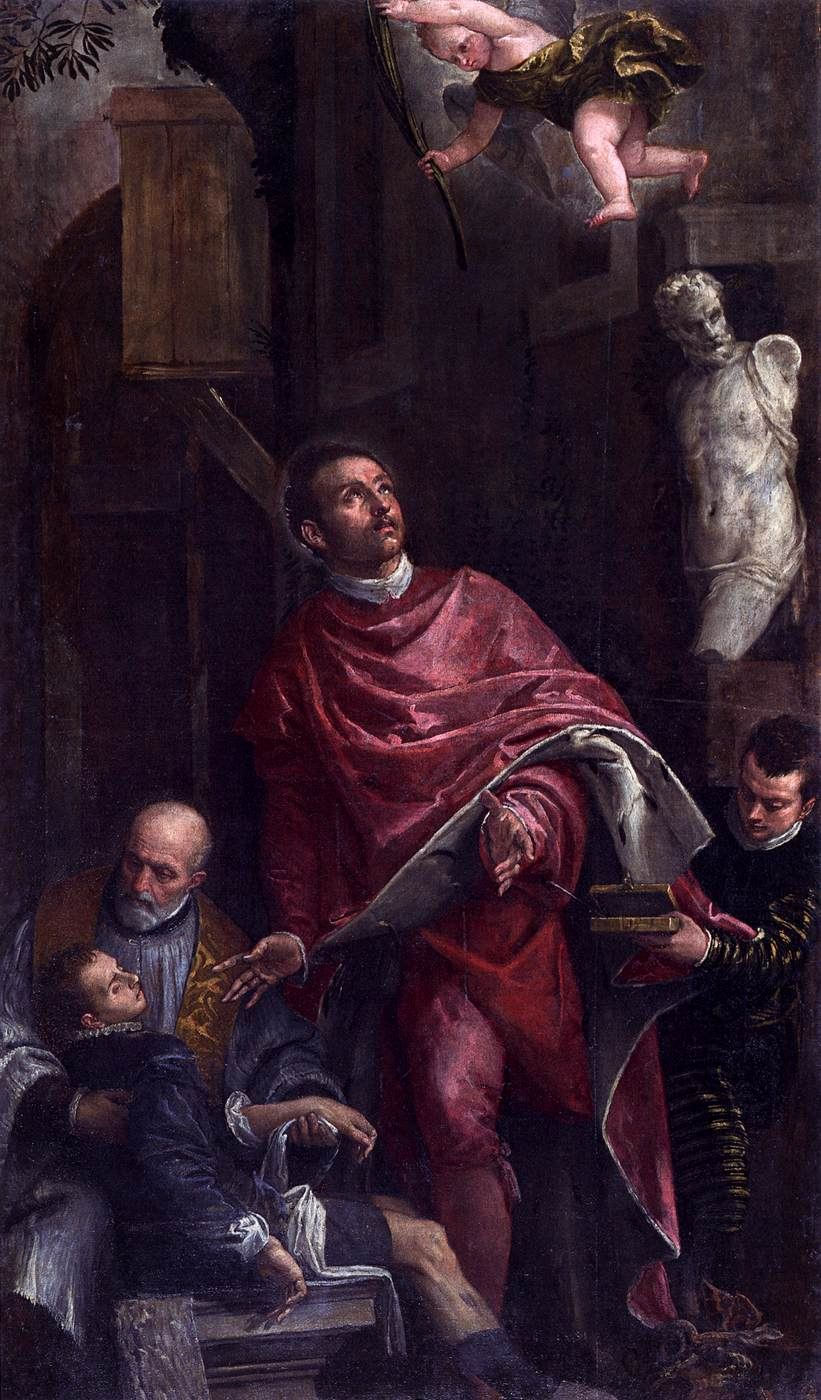
П. Веронезе. Обращение Святого Пантелеймона. Между 1587 и 1588. Холст, масло
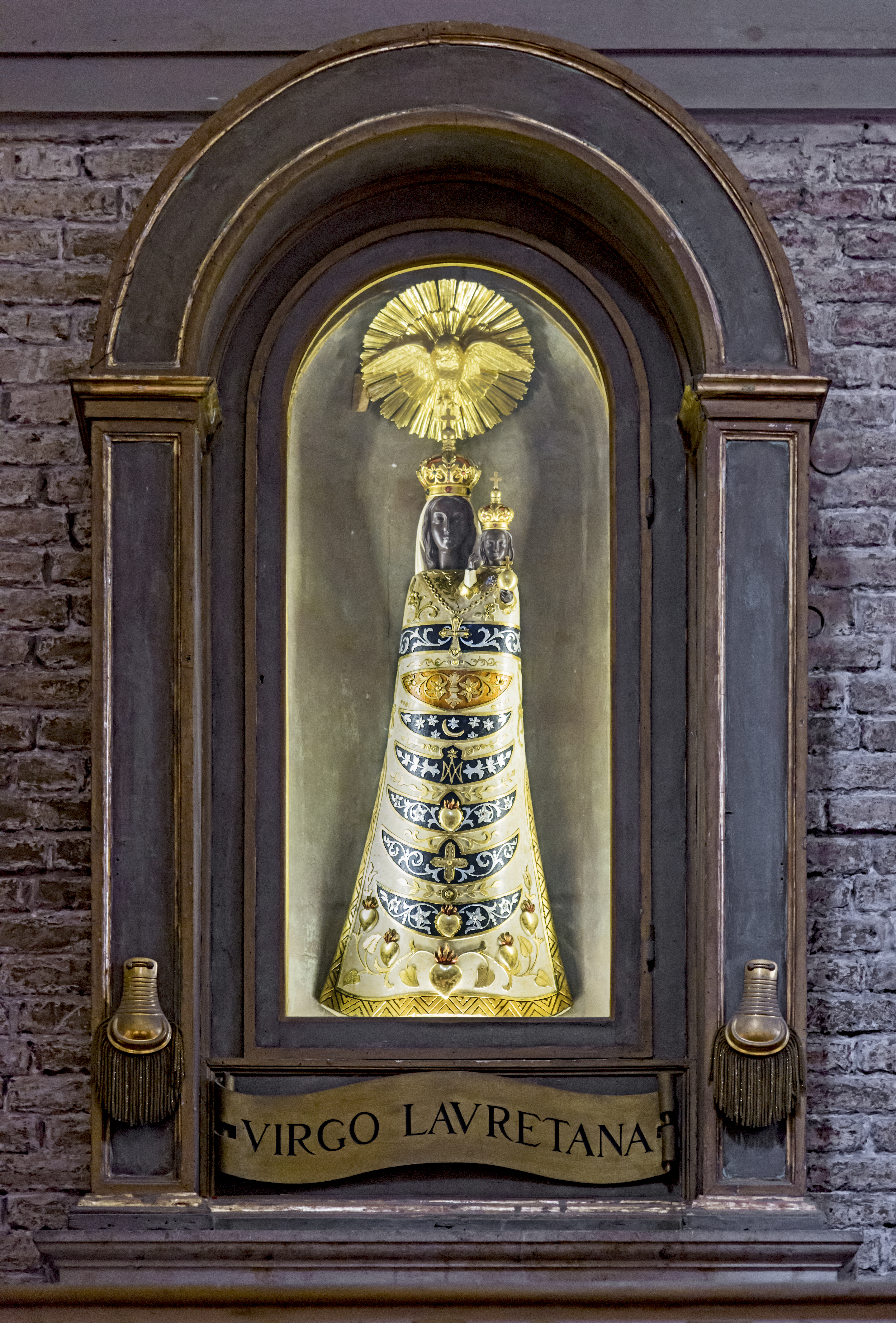
Мадонна ди Лорето. 1744. Дерево
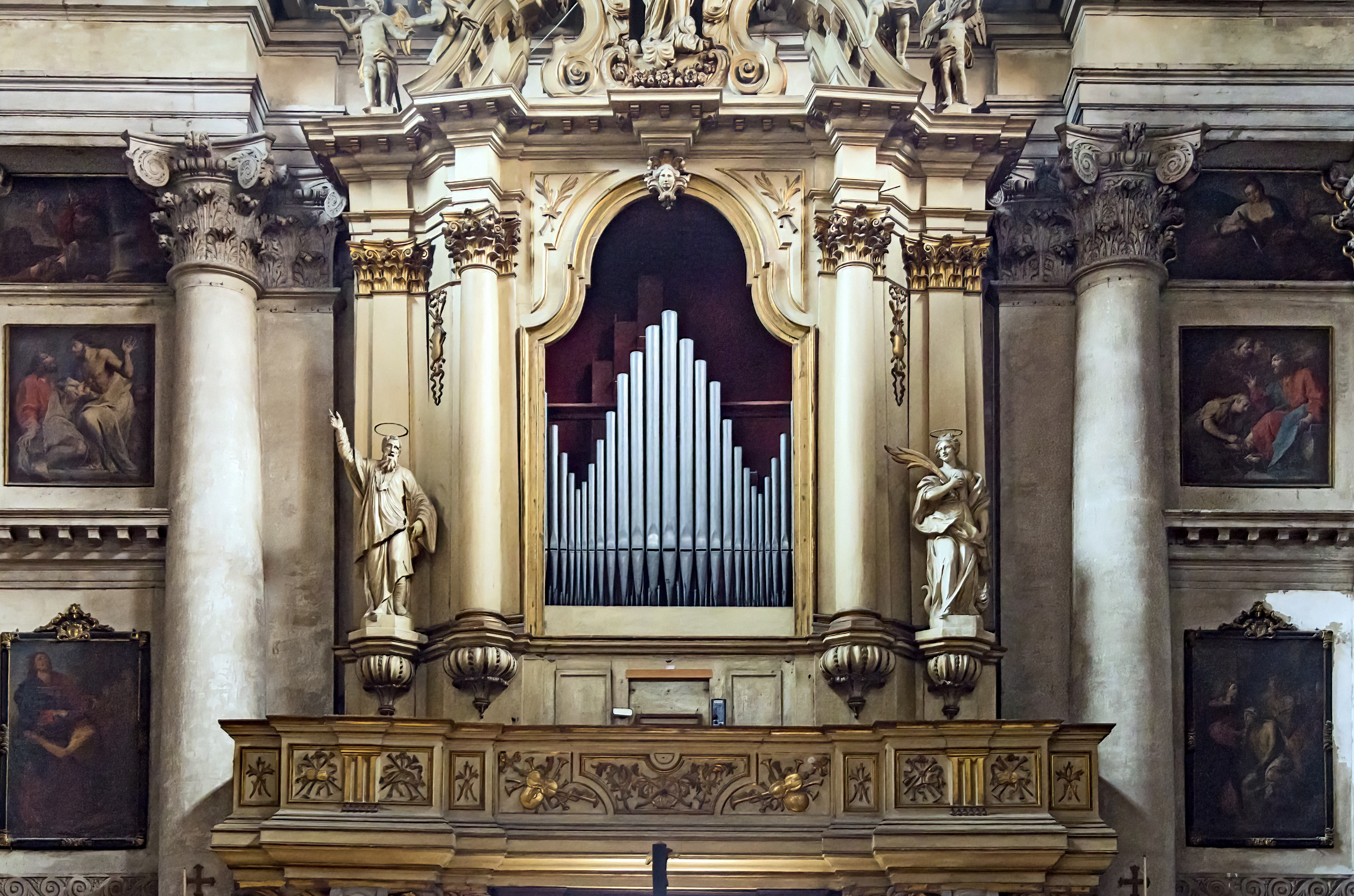
Орган